# Kinlochleven
Kinlochleven is een plaats in de Schotse Hooglanden. Het ligt aan de oostkant van het loch: Loch Leven.
Kinlochleven ligt op de route van de West Highland Way. Duitse krijgsgevangenen hielpen bij de aanleg van de weg aan de zuidzijde van het loch die in 1922 was afgewerkt. Tot dan was Kinlochleven enkel bereikbaar per boot. Tot 1907 stapte men over in roeibootjes die over het laatste gedeelte, een moerassig traject, moesten worden gedragen.

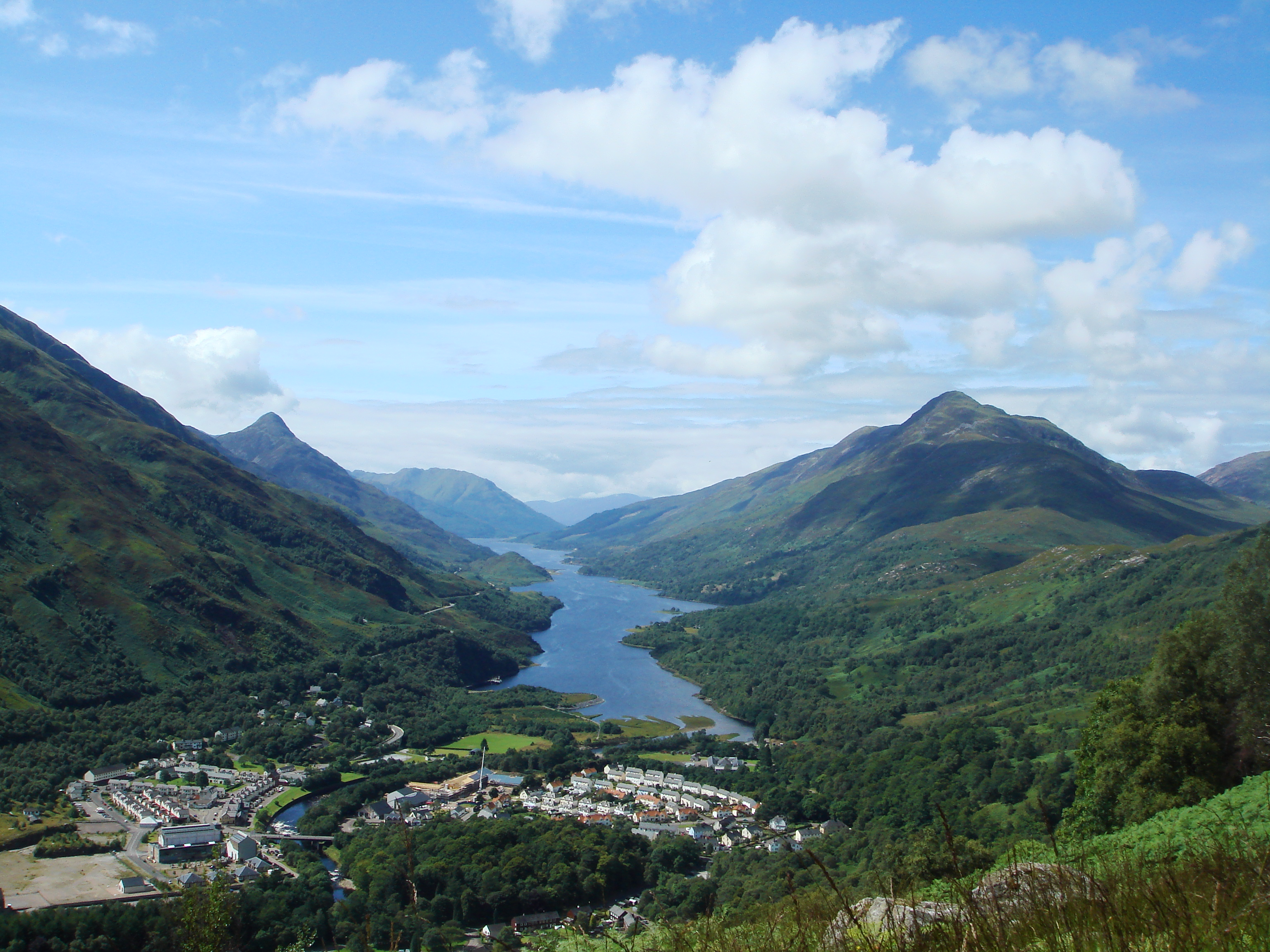
Uitzicht over Kinlochleven